# The Scenics
The Scenics est un groupe canadien de punk rock, originaire de Toronto, en Ontario. 

## Histoire
Leurs deux premiers spectacles, avec le batteur Mike Cusheon, ont lieu en décembre 1976 et en mai 1977, tous deux devant un public de jeunes adolescents.   Lorsque Cusheon est parti au printemps 1977, Mark French, un ami de lycée d'Andy, accepte de jouer de la batterie sur une démo en studio. French enregistrera et tournera ensuite avec le groupe canadien de musique roots Blue Rodeo.
Le trio enregistre 10 titres originaux au Mushroom Sound, dans l'Annex de Toronto, un studio de quatre pistes dirigé par Barry Steinburg. En 2016, cinq de ces enregistrements sont publiés sur l'album In The Summer : Studio recordings 1977/78.
Insatisfaits du son de Sunshine World sorti en 2009, The Scenics remastérisent l'album avec le producteur de Colombie-Britannique Joby Baker, qui avait mixé Dead Man et masterisé How Does It Feel. En 2016, les pistes remises à neuf sortent sous le titre In the Summer : Studio Recordings 1977/78,, publié par Rave Out en Europe, et DreamTower, distribué par Light in the Attic Records, en Amérique du Nord.
The Scenics se réunissent à nouveau à Toronto en juillet 2016 pour célébrer cette sortie avec des dates au Canada et aux États-Unis. Cependant, leur visa est retardé et ils ne peuvent pas jouer une demi-douzaine de concerts aux États-Unis. Au lieu de cela, ils se rendent au Baldwin Sound de Toronto et enregistrent sept chansons. Les concerts sont reprogrammés pour l'automne. Les Scenics décident de se produire en trio, revisitant leur premier son, plus ouvert, et tournent à Buffalo, Beacon NY, New York, Jersey City, Boston, Montréal, Détroit, Chicago, et Cleveland. Meyers retourne ensuite sur la côte ouest et donne quatre concerts en solo à Seattle, Eugene, Ashland et Portland.

## Discographie

### Albums
- 1980 : Underneath the Door (Bomb/Rio Records)
- 2008 : How Does It Feel to Be Loved? The Scenics Play the Velvet Underground (Dream Tower Records)
- 2009 : Sunshine World - Studio Recordings 1977-78 (Dream Tower Records)
- 2012 : Dead Man Walks Down Bayview (Dreamtower Records)
- 2016 : In The Summer- Studio Recordings 1977-78 (Dream Tower Records and Rave Up Records)

### Singles
- 1981 : Karen b/w See Me Smile (Scenic Route Records)

### Compilations
- 1979 : And Now Live from Toronto The Last Pogo (Bomb Records)

#### Albums d'Andy Meyers
- 2014 : Talking Songs (Scattered Bodies, Dream Tower Records)
- 2021 : Deeper Into the Forest (Diana Hayes/Andy Meyers,Dream Tower Records)
- 2022 : Bones (Millerd Meyers, Dream Tower Records)